# Ornithosuchus
Ornithosuchus (gr. "cocodrilo pájaro") es un género extinto de saurópsido arcosaurio del Triásico Superior, hallado en territorios de la actual Escocia. Tenía una longitud aproximada de 4 metros. Originariamente se creyó que podía ser un ancestro de los dinosaurios carnosaurios, aunque hoy en día se conoce que están más próximos a los cocodrilos que a los dinosaurios. A pesar de esta relación con los cocodrilos era capaz de caminar sobre sus patas traseras como muchos dinosaurios. 

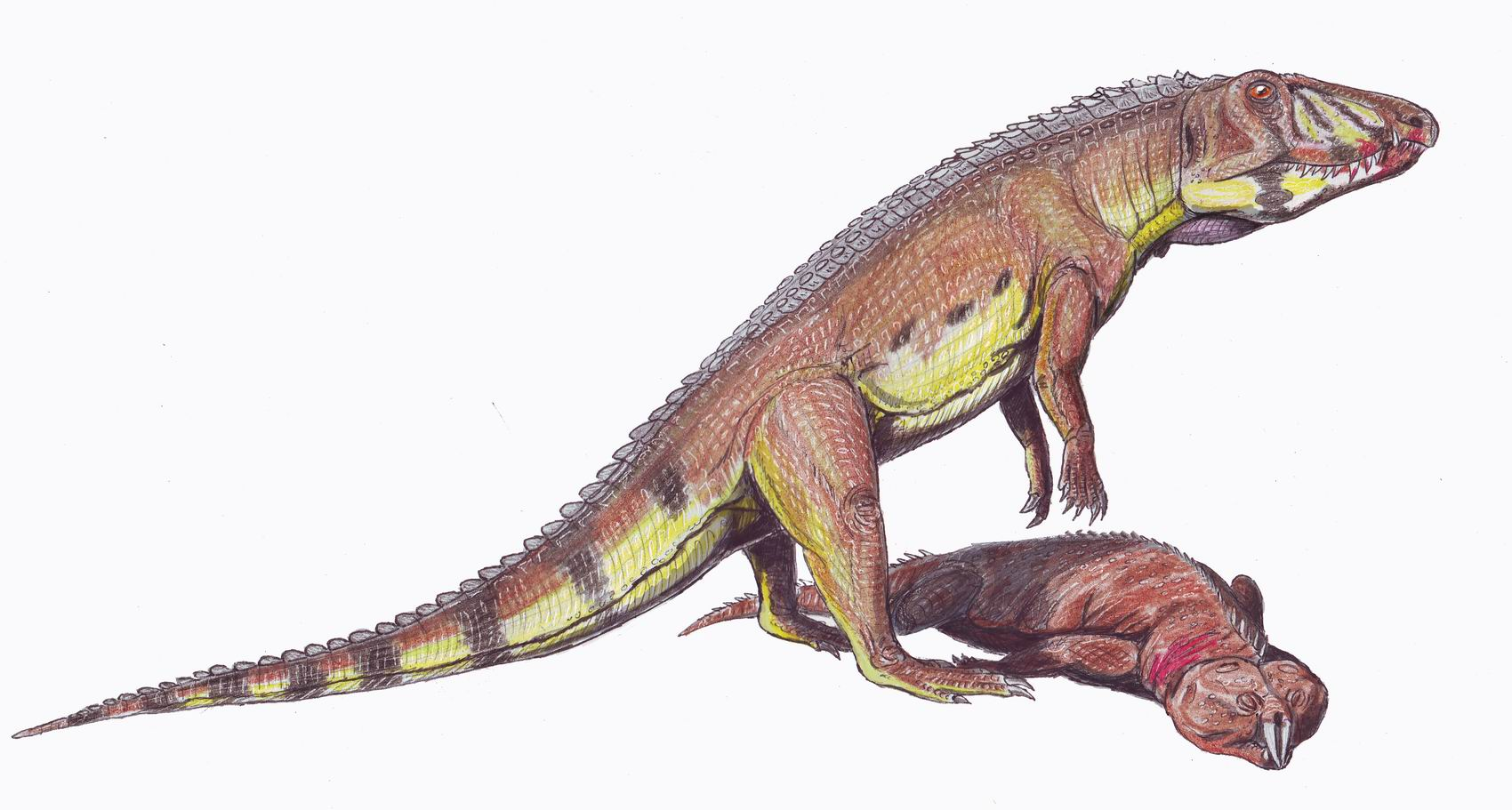
Ornithosuchus cazando un Hyperodapedon.